# Denis Marconato
Denis Marconato (* 29. Juli 1975 in Treviso, Venetien) ist ein ehemaliger italienischer Basketballspieler. Der 2,11 m große Center war einen Großteil seiner Karriere für seinen Heimatverein Benetton Treviso aktiv und maßgeblich an dessen Erfolgen beteiligt. Ab 2005 spielte er zunächst in der spanischen Liga ACB, bevor er 2009 zu Vereinen in seiner Heimat Italien zurückkehrte. Nachdem er 2013 unterklassig seine Karriere bei Treviso 2012, dem Nachfolgeverein seines Stammvereins Benetton, ausklingen ließ, wurde er Anfang 2014 mit 38 Jahren noch einmal vom Erstliga-Traditionsverein aus Cantù reaktiviert. Marconato errang in seiner Karriere bislang fünf italienische Meisterschaften und acht nationale Pokalwettbewerbe, davon einen in Spanien mit dem FC Barcelona. Mit Benetton Treviso gewann der italienische Nationalspieler, Europameister von 1999 und Silbermedaillengewinner der Olympischen Spiele 2004 zweimal den Europapokal der Pokalsieger und stand im Finale der EuroLeague 2002/03.

## Karriere
Außer der Saison 1995/96, als er an den Zweitligisten Floor Padova ausgeliehen war, spielte Marconato von 1993 bis 2005 bei Benetton Treviso. In dieser Zeit gewann er neben den Siegen im Europapokal der Pokalsieger vier italienische Meisterschaften sowie sechs italienische Pokalwettbewerbe. Außerdem stand er mit Treviso 2003 im Finale des wichtigsten europäischen Vereinswettbewerbs EuroLeague, nachdem er zuvor 1998 und 2002 bereits das Halbfinale der Euroleague bzw. des Europapokals der Landesmeister erreicht hatte.
2005 folgte Marconatos Wechsel zum FC Barcelona, mit dem er 2007 den spanischen Pokal gewann. Marconato, dessen Stärken vor allem im defensiven Bereich liegen, so ist er Stand 2014 der Spieler mit den zweitmeisten Shotblocks in der Geschichte der Euroleague, verließ den Verein nach drei Jahren als Spieler mit den damals meisten Einsätzen im höchstrangigsten europäischen Vereinswettbewerb. Nachdem er in der Saison 2008/09 beim baskischen Erstliga-Rückkehrer San Sebastián GBC unter Vertrag gestanden hatte, kehrte Marconato am Ende der Spielzeit nach Italien zurück und wechselte kurz vor Beginn der Play-offs zu Armani Jeans Milano, die jedoch die Finalserie der Meisterschaft sieglos gegen Montepaschi Siena. Für die darauffolgende Spielzeit wechselte Marconato selbst zum italienischen Serienmeister nach Siena, mit denen er 2010 ein weiteres nationales Double aus Meisterschaft und Pokal gewann.
Von 2010 an spielte Marconato zunächst beim Traditionsverein aus Cantù. Nachdem man 2011 die Finalserie der Meisterschaft gegen Seriensieger Siena verloren hatte, schied man ein Jahr später überraschend früh in der ersten Play-off-Runde aus. Gleiches wiederholte sich ein Jahr später mit seinem neuen Verein Umana Venezia Mestre aus seiner venetischen Heimatregion. Nachdem sein Stammverein aus Treviso 2012 insolvent gegangen und aufgelöst worden war, ließ Marconato 2013 seine Karriere zu Beginn der Saison 2013/14 beim unterklassig spielenden Nachfolgeverein Treviso 2012 Basket ausklingen. Nach der Verletzung von Marco Cusin holte ihn jedoch Cantù zum Jahreswechsel zurück in die höchste italienische Spielklasse. Mit dem Verein spielte er 2013/14 zudem auch im zweitwichtigsten europäischen Vereinswettbewerb, dem Eurocup.

## Nationalmannschaft
Mit der Nationalmannschaft konnte Marconato bei Europameisterschaften je einmal Gold (1999), Silber (1997) und Bronze (2003) gewinnen. Zudem erreichte er mit Italien bei den Olympischen Spielen 2004 das Finale.